# البحرين في كأس آسيا
تأهل منتخب البحرين في كأس آسيا حتى الآن لستة مرات منذ تأسيسه على الأقل، بدءًا من عام 1988 ومنذ 2004 إلى 2019. حققت البحرين، على الرغم من قلة عدد سكانها، الكثير من النتائج الرائعة، لا سيما الفوز على كوريا الجنوبية وقطر 2-1 في 2007 و2015، أو مباراة مثيرة مع اليابان في عام 2004 والتي خسرتها البحرين. ومع ذلك، في جميع المباريات الست، كانت أفضل نتيجة للبحرين هي المركز الرابع فقط، في عام 2004. منذ ذلك الحين، وصلت البحرين إلى الأدوار الإقصائية في مناسبة واحدة أخرى فقط، في عام 2019.

## السجل
| سجل كأس آسيا | سجل كأس آسيا           | سجل كأس آسيا           | سجل كأس آسيا           | سجل كأس آسيا           | سجل كأس آسيا           | سجل كأس آسيا           | سجل كأس آسيا           |                        | سجل تصفيات كأس آسيا    | سجل تصفيات كأس آسيا    | سجل تصفيات كأس آسيا    | سجل تصفيات كأس آسيا    | سجل تصفيات كأس آسيا    | سجل تصفيات كأس آسيا    |                        |
| السنة        | الجولة                 | لعب                    | فاز                    | تعادل *                | خسر                    | له                     | عليه                   | لعب                    | فاز                    | تعادل *                | خسر                    | له                     | عليه                   |                        |                        |
| ------------ | ---------------------- | ---------------------- | ---------------------- | ---------------------- | ---------------------- | ---------------------- | ---------------------- | ---------------------- | ---------------------- | ---------------------- | ---------------------- | ---------------------- | ---------------------- | ---------------------- | ---------------------- |
| 1956         | جزء من المملكة المتحدة | جزء من المملكة المتحدة | جزء من المملكة المتحدة | جزء من المملكة المتحدة | جزء من المملكة المتحدة | جزء من المملكة المتحدة | جزء من المملكة المتحدة | جزء من المملكة المتحدة | جزء من المملكة المتحدة | جزء من المملكة المتحدة | جزء من المملكة المتحدة | جزء من المملكة المتحدة | جزء من المملكة المتحدة | جزء من المملكة المتحدة | جزء من المملكة المتحدة |
| 1960         | جزء من المملكة المتحدة | جزء من المملكة المتحدة | جزء من المملكة المتحدة | جزء من المملكة المتحدة | جزء من المملكة المتحدة | جزء من المملكة المتحدة | جزء من المملكة المتحدة | جزء من المملكة المتحدة | جزء من المملكة المتحدة | جزء من المملكة المتحدة | جزء من المملكة المتحدة | جزء من المملكة المتحدة | جزء من المملكة المتحدة | جزء من المملكة المتحدة | جزء من المملكة المتحدة |
| 1964         | جزء من المملكة المتحدة | جزء من المملكة المتحدة | جزء من المملكة المتحدة | جزء من المملكة المتحدة | جزء من المملكة المتحدة | جزء من المملكة المتحدة | جزء من المملكة المتحدة | جزء من المملكة المتحدة | جزء من المملكة المتحدة | جزء من المملكة المتحدة | جزء من المملكة المتحدة | جزء من المملكة المتحدة | جزء من المملكة المتحدة | جزء من المملكة المتحدة | جزء من المملكة المتحدة |
| 1968         | لم تشارك               | لم تشارك               | لم تشارك               | لم تشارك               | لم تشارك               | لم تشارك               | لم تشارك               | لم تشارك               | لم تشارك               | لم تشارك               | لم تشارك               | لم تشارك               | لم تشارك               | لم تشارك               | لم تشارك               |
| 1972         | لم تتأهل               | لم تتأهل               | لم تتأهل               | لم تتأهل               | لم تتأهل               | لم تتأهل               | لم تتأهل               | 4                      | 2                      | 0                      | 2                      | 8                      | 4                      |                        |                        |
| 1976         | انسحبت                 | انسحبت                 | انسحبت                 | انسحبت                 | انسحبت                 | انسحبت                 | انسحبت                 | انسحبت                 | انسحبت                 | انسحبت                 | انسحبت                 | انسحبت                 | انسحبت                 | انسحبت                 | انسحبت                 |
| 1980         | انسحبت بعد ما تأهلت    | انسحبت بعد ما تأهلت    | انسحبت بعد ما تأهلت    | انسحبت بعد ما تأهلت    | انسحبت بعد ما تأهلت    | انسحبت بعد ما تأهلت    | انسحبت بعد ما تأهلت    | 3                      | 0                      | 0                      | 3                      | 0                      | 5                      |                        |                        |
| 1984         | انسحبت                 | انسحبت                 | انسحبت                 | انسحبت                 | انسحبت                 | انسحبت                 | انسحبت                 | انسحبت                 | انسحبت                 | انسحبت                 | انسحبت                 | انسحبت                 | انسحبت                 | انسحبت                 | انسحبت                 |
| 1988         | دور المجموعات          | 4                      | 0                      | 2                      | 2                      | 1                      | 3                      | 3                      | 2                      | 1                      | 0                      | 4                      | 0                      |                        |                        |
| 1992         | لم تتأهل               | لم تتأهل               | لم تتأهل               | لم تتأهل               | لم تتأهل               | لم تتأهل               | لم تتأهل               | 2                      | 0                      | 0                      | 2                      | 1                      | 5                      |                        |                        |
| 1996         | انسحبت                 | انسحبت                 | انسحبت                 | انسحبت                 | انسحبت                 | انسحبت                 | انسحبت                 | انسحبت                 | انسحبت                 | انسحبت                 | انسحبت                 | انسحبت                 | انسحبت                 | انسحبت                 | انسحبت                 |
| 2000         | لم تتأهل               | لم تتأهل               | لم تتأهل               | لم تتأهل               | لم تتأهل               | لم تتأهل               | لم تتأهل               | 6                      | 3                      | 0                      | 3                      | 6                      | 6                      |                        |                        |
| 2004         | المركز الرابع          | 6                      | 1                      | 3                      | 2                      | 13                     | 14                     | 6                      | 4                      | 1                      | 1                      | 14                     | 9                      |                        |                        |
| 2007         | دور المجموعات          | 3                      | 1                      | 0                      | 2                      | 3                      | 7                      | 4                      | 1                      | 1                      | 2                      | 3                      | 6                      |                        |                        |
| 2011         | دور المجموعات          | 3                      | 1                      | 0                      | 2                      | 6                      | 5                      | 6                      | 4                      | 0                      | 2                      | 12                     | 6                      |                        |                        |
| 2015         | دور المجموعات          | 3                      | 1                      | 0                      | 2                      | 3                      | 5                      | 6                      | 4                      | 2                      | 0                      | 7                      | 1                      |                        |                        |
| 2019         | دور ال16               | 4                      | 1                      | 1                      | 2                      | 3                      | 4                      | 14                     | 7                      | 1                      | 6                      | 25                     | 13                     |                        |                        |
| 2023         | دور ال16               | 4                      | 2                      | 0                      | 2                      | 4                      | 6                      | 11                     | 7                      | 3                      | 1                      | 15                     | 4                      |                        |                        |
| 2027         | لم يتحدد بعد           | لم يتحدد بعد           | لم يتحدد بعد           | لم يتحدد بعد           | لم يتحدد بعد           | لم يتحدد بعد           | لم يتحدد بعد           | لم يتحدد بعد           | لم يتحدد بعد           | لم يتحدد بعد           | لم يتحدد بعد           | لم يتحدد بعد           | لم يتحدد بعد           |                        |                        |
| المجموع      | المركز الرابع          | 23                     | 5                      | 6                      | 12                     | 29                     | 38                     | 62                     | 31                     | 9                      | 22                     | 95                     | 59                     |                        |                        |

## كأس آسيا 1988

### المجموعة ب
| فريق     | لعب | ف | ت | خ | له | عليه | ف.أ | نقاط |
| -------- | --- | - | - | - | -- | ---- | --- | ---- |
| السعودية | 4   | 2 | 2 | 0 | 4  | 1    | +3  | 6    |
| الصين    | 4   | 2 | 1 | 1 | 6  | 3    | +3  | 5    |
| سوريا    | 4   | 2 | 0 | 2 | 2  | 5    | −3  | 4    |
| الكويت   | 4   | 0 | 3 | 1 | 2  | 3    | −1  | 3    |
| البحرين  | 4   | 0 | 2 | 2 | 1  | 3    | −2  | 2    |

| الكويت | 0–0   | البحرين |
| ------ | ----- | ------- |
|        | تقرير |         |

| البحرين | 0–1   | الصين            |
| ------- | ----- | ---------------- |
|         | تقرير | جانغ شياووين 78' |

| السعودية | 1–1   | البحرين                |
| -------- | ----- | ---------------------- |
| جازع 78' | تقرير | فياض محمود 44' (ركلة.) |

| البحرين | 0–1   | سوريا                |
| ------- | ----- | -------------------- |
|         | تقرير | أبو السل 72' (ركلة.) |

## كأس آسيا 2004

### المجموعة أ
| فريق      | لعب | ف | ت | خ | له | عليه | ف.أ | نقاط |
| --------- | --- | - | - | - | -- | ---- | --- | ---- |
| الصين     | 3   | 2 | 1 | 0 | 8  | 2    | +6  | 7    |
| البحرين   | 3   | 1 | 2 | 0 | 6  | 4    | +2  | 5    |
| إندونيسيا | 3   | 1 | 0 | 2 | 3  | 9    | −6  | 3    |
| قطر       | 3   | 0 | 1 | 2 | 2  | 4    | −2  | 1    |

| الصين                             | 2–2   | البحرين               |
| --------------------------------- | ----- | --------------------- |
| جنغ جي 58' (ركلة.) · لي جينيو 66' | تقرير | م. حبيل 41' · علي 89' |

| البحرين       | 1–1   | قطر             |
| ------------- | ----- | --------------- |
| م. حبيل 90+1' | تقرير | رزق 59' (ركلة.) |

| البحرين                          | 3–1   | إندونيسيا |
| -------------------------------- | ----- | --------- |
| علي 43' · ع. حبيل 57' · يوسف 82' | تقرير | أيبوي 75' |

### ربع النهائي
| أوزبكستان                                       | 2–2 (ب.و.إ.) | البحرين                             |
| ----------------------------------------------- | ------------ | ----------------------------------- |
| غينريخ 60' · شيشيلوف 86'                        | تقرير        | ع. حبيل 71'، 76'                    |
| ركلات الترجيح                                   |              |                                     |
| فيودوروف · جباروف · غينريخ · بيكماييف · كوشيليف | 3–4          | علي · جمعة · بابا · فرحان · ع. حبيل |

### نصف النهائي
| البحرين                    | 3–4 (ب.و.إ.) | اليابان                                    |
| -------------------------- | ------------ | ------------------------------------------ |
| ع. حبيل 7'، 71' · ناصر 85' | تقرير        | ناكاتا 48' · تامادا 55'، 93' · ناكازوا 90' |

### مباراة المركز الثالث
| إيران                                         | 4–2   | البحرين              |
| --------------------------------------------- | ----- | -------------------- |
| نكونام 9' · كريمي 52' · دائي 80' (ركلة.)، 90' | تقرير | يوسف 48' · فرحان 57' |

## كأس آسيا 2007

### المجموعة د
| م | الفريق         | لعب | ف | ت | خ | أ.له | أ.ع | أ.ف | نقاط | التأهل             |
| - | -------------- | --- | - | - | - | ---- | --- | --- | ---- | ------------------ |
| 1 | السعودية       | 3   | 2 | 1 | 0 | 7    | 2   | +5  | 7    | مرحلة خروج المغلوب |
| 2 | كوريا الجنوبية | 3   | 1 | 1 | 1 | 3    | 3   | 0   | 4    | مرحلة خروج المغلوب |
| 3 | إندونيسيا      | 3   | 1 | 0 | 2 | 3    | 4   | −1  | 3    |                    |
| 4 | البحرين        | 3   | 1 | 0 | 2 | 3    | 7   | −4  | 3    |                    |

| إندونيسيا                                  | 2–1   | البحرين            |
| ------------------------------------------ | ----- | ------------------ |
| بودي سودارسونو 14' · بامبانغ بامونغكاس 64' | تقرير | سيد محمود جلال 27' |

| البحرين                                 | 2–1   | كوريا الجنوبية |
| --------------------------------------- | ----- | -------------- |
| سلمان عيسى 43' · إسماعيل عبد اللطيف 85' | تقرير | كم دو هيون 4'  |

| السعودية                                                          | 4–0   | البحرين |
| ----------------------------------------------------------------- | ----- | ------- |
| أحمد الموسى 18' · عبد الرحمن القحطاني 45' · تيسير الجاسم 68'، 79' | تقرير |         |

## كأس آسيا 2011

### المجموعة الثالثة
| م | الفريق             | لعب | ف | ت | خ | أ.له | أ.ع | أ.ف | نقاط | التأهل                       |
| - | ------------------ | --- | - | - | - | ---- | --- | --- | ---- | ---------------------------- |
| 1 | أستراليا (A)       | 3   | 2 | 1 | 0 | 6    | 1   | +5  | 7    | يتقدم إلى مرحلة خروج المغلوب |
| 2 | كوريا الجنوبية (A) | 3   | 2 | 1 | 0 | 7    | 3   | +4  | 7    | يتقدم إلى مرحلة خروج المغلوب |
| 3 | البحرين (E)        | 3   | 1 | 0 | 2 | 6    | 5   | +1  | 3    |                              |
| 4 | الهند (E)          | 3   | 0 | 0 | 3 | 3    | 13  | −10 | 0    |                              |

| كوريا الجنوبية         | 2–1 | البحرين            |
| ---------------------- | --- | ------------------ |
| - كو جا-تشيول 41'، 56' |     | - عايش 85' (ركلة.) |

| البحرين                                           | 5–2 | الهند                     |
| ------------------------------------------------- | --- | ------------------------- |
| - عايش 8' (ركلة.) - عبد اللطيف 16'، 19'، 35'، 77' |     | - غ. سينغ 9' - تشيتري 52' |

| أستراليا     | 1–0 | البحرين |
| ------------ | --- | ------- |
| - يديناك 37' |     |         |

## كأس آسيا 2015

### المجموعة ج
| م | الفريق                   | لعب | ف | ت | خ | أ.له | أ.ع | أ.ف | نقاط | التأهل                        |
| - | ------------------------ | --- | - | - | - | ---- | --- | --- | ---- | ----------------------------- |
| 1 | إيران                    | 3   | 3 | 0 | 0 | 4    | 0   | +4  | 9    | التأهل إلى مرحلة خروج المغلوب |
| 2 | الإمارات العربية المتحدة | 3   | 2 | 0 | 1 | 6    | 3   | +3  | 6    | التأهل إلى مرحلة خروج المغلوب |
| 3 | البحرين                  | 3   | 1 | 0 | 2 | 3    | 5   | −2  | 3    |                               |
| 4 | قطر                      | 3   | 0 | 0 | 3 | 2    | 7   | −5  | 0    |                               |

| إيران                     | 2–0   | البحرين |
| ------------------------- | ----- | ------- |
| حاج صفي 45+1' · شجاعي 71' | تقرير |         |

| البحرين       | 1–2   | الإمارات العربية المتحدة   |
| ------------- | ----- | -------------------------- |
| أوكوونوان 26' | تقرير | مبخوت 1' · حسين 74' (ه.ع.) |

| قطر             | 1–2   | البحرين                                   |
| --------------- | ----- | ----------------------------------------- |
| حسن الهيدوس 68' | تقرير | سيد ضياء سيد سعيد 35' · سيد أحمد جعفر 82' |

## كأس آسيا 2019

### المجموعة أ
| م | الفريق                       | لعب | ف | ت | خ | أ.له | أ.ع | أ.ف | نقاط | التأهل                      |
| - | ---------------------------- | --- | - | - | - | ---- | --- | --- | ---- | --------------------------- |
| 1 | الإمارات العربية المتحدة (H) | 3   | 1 | 2 | 0 | 4    | 2   | +2  | 5    | تقدم إلى مرحلة خروج المغلوب |
| 2 | تايلاند                      | 3   | 1 | 1 | 1 | 3    | 5   | −2  | 4    | تقدم إلى مرحلة خروج المغلوب |
| 3 | البحرين                      | 3   | 1 | 1 | 1 | 2    | 2   | 0   | 4    | تقدم إلى مرحلة خروج المغلوب |
| 4 | الهند                        | 3   | 1 | 0 | 2 | 4    | 4   | 0   | 3    |                             |

1. 1 2  نقاط التنافس المباشر: تايلند 3، البحرين 0.

| الإمارات العربية المتحدة | 1–1   | البحرين       |
| ------------------------ | ----- | ------------- |
| - خليل 88' (ركلة.)       | تقرير | - الرميحي 78' |

| البحرين | 0–1   | تايلاند        |
| ------- | ----- | -------------- |
|         | تقرير | - تشاناتيب 58' |

| الهند | 0–1   | البحرين              |
| ----- | ----- | -------------------- |
|       | تقرير | - راشد 90+1' (ركلة.) |

### دور الـ16
| كوريا الجنوبية                          | 2–1 (ب.و.إ.) | البحرين       |
| --------------------------------------- | ------------ | ------------- |
| - هوانغ هي-تشان 43' - كيم جين-سو 105+2' | تقرير        | - الرميحي 77' |

## كأس آسيا 2023

### المجموعة الخامسة
| م | الفريق         | لعب | ف | ت | خ | أ.له | أ.ع | أ.ف | نقاط | التأهل                     |
| - | -------------- | --- | - | - | - | ---- | --- | --- | ---- | -------------------------- |
| 1 | البحرين        | 3   | 2 | 0 | 1 | 3    | 3   | 0   | 6    | عبر إلى مرحلة خروج المغلوب |
| 2 | كوريا الجنوبية | 3   | 1 | 2 | 0 | 8    | 6   | +2  | 5    | عبر إلى مرحلة خروج المغلوب |
| 3 | الأردن         | 3   | 1 | 1 | 1 | 6    | 3   | +3  | 4    | عبر إلى مرحلة خروج المغلوب |
| 4 | ماليزيا        | 3   | 0 | 1 | 2 | 3    | 8   | −5  | 1    |                            |

| كوريا الجنوبية                            | 3–1   | البحرين      |
| ----------------------------------------- | ----- | ------------ |
| - هوانغ إن-بيوم 38' - لي كانغ إن 56'، 68' | تقرير | - 51' الحشاش |

| البحرين     | 1–0   | ماليزيا |
| ----------- | ----- | ------- |
| - مدن 90+5' | تقرير |         |

| الأردن | 0–1   | البحرين    |
| ------ | ----- | ---------- |
|        | تقرير | - هلال 34' |

### دور الـ16
| البحرين            | 1–3   | اليابان                           |
| ------------------ | ----- | --------------------------------- |
| - أويدا 64' (ه.ذ.) | تقرير | - دوان 31' - كوبو 49' - أويدا 72' |